# Contea di Lincoln (Nebraska)
La contea di Lincoln (in inglese Lincoln County) è una contea dello Stato del Nebraska, negli Stati Uniti. La popolazione al censimento del 2000 era di 34 632 abitanti. Il capoluogo di contea è North Platte.